# Mygdonie (Thrace)

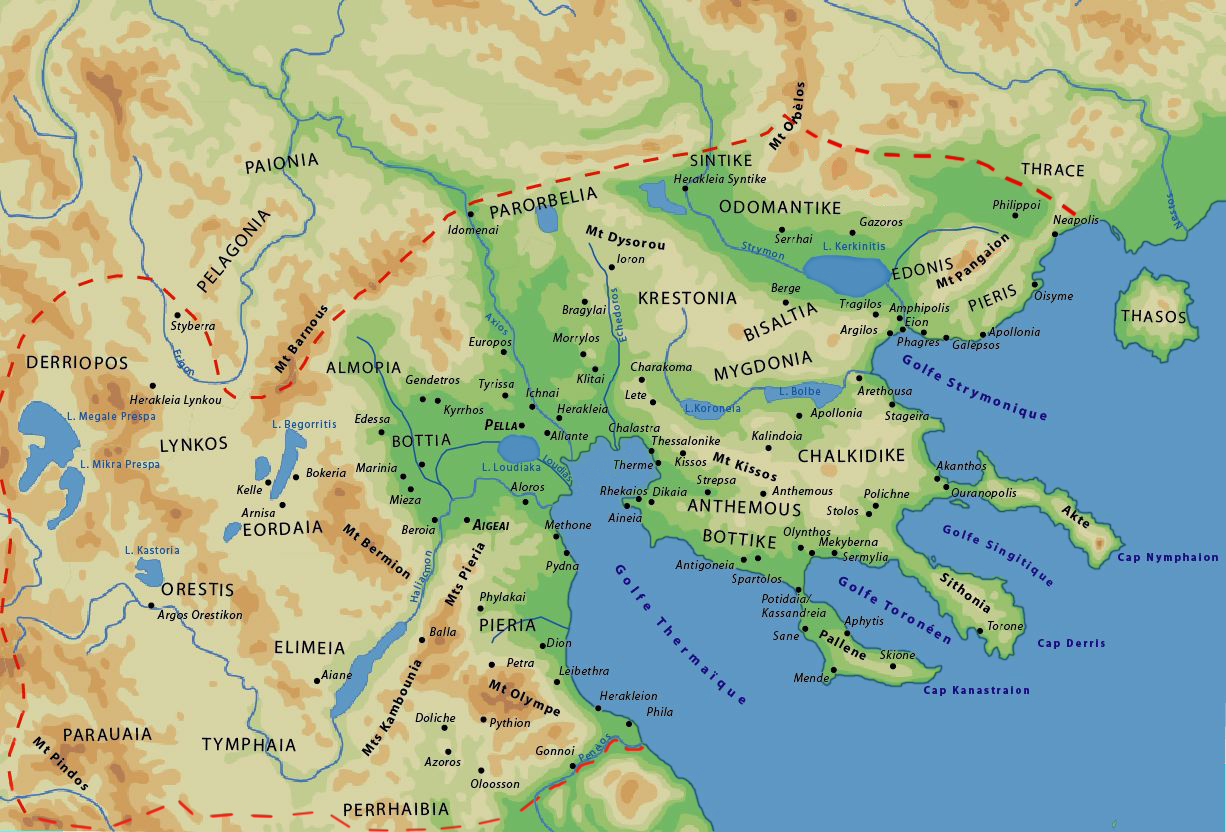
La Mygdonie parmi les autres districts du royaume de Macédoine.

La Mygdonie  est une ancienne région de Thrace antique, plus tard conquise par le royaume de Macédoine, située en Basse-Macédoine (aujourd'hui en Macédoine-Centrale grecque), au nord du golfe Thermaïque.

## Histoire
Elle comprend les plaines autour du golfe Thermaïque ainsi que les vallées de Klisali et Besikia, y compris la zone de l'embouchure de la rivière Vardar et qui s'étend aussi loin à l'est que le lac Volvi. Au nord, il est mitoyen de la Crestonie. Le fleuve Gallikos, qui se déverse dans le golfe Thermaïque près des marais de l'Axios, a ses sources en Crestonie. Le col d'Aulon ou Aréthuse sont à la limite de la Mygdonie vers la Bisaltie. La partie maritime de la Mygdonie forme un district appelé Amphaxite, une distinction qui se produit d’abord chez Polybe, qui divise toute la grande plaine à la tête du golfe thermaque en Amphaxite et Bottiée, et trois siècles plus tard chez Ptolémée qui divise toute la grande plaine devant le golfe Thermaïque en Amphaxitis et Bottiée. Ce dernier introduit Amphaxite deux fois dans les subdivisions de la Macédoine (dans un cas plaçant les bouches de l'Echidore et du Vardar dans l'Amphaxite, et mentionnant Thessalonique comme la seule ville du district, ce qui est en accord avec Polybe et avec Strabon). Dans un autre endroit, Ptolémée inclut Stagire et Aréthuse de Mygdonie dans l'Amphaxite, ce qui, si c'est correct, indique qu'une portion de l'amphaxite, très éloignée de l'Axios, est séparée du reste par une partie de la Mygdonie ; mais comme cela est improbable, c'est peut-être une erreur du texte.

Les principales villes de Mygdonie sont Therma (Thessalonique), Sindus, Chalastra, Altus, Strepsa, Cissus, Mellisurgis (aujourd'hui, Mellisourgós) et Heracleustes. Selon les Actes des Apôtres, la ville d'Apollonia a été visitée par les apôtres Paul et Silas. En plus de ces derniers, les villes obscures suivantes sont notées dans Ptolémée : soies, Moryllus, Antigoneia (qui fait référence à Antigonia Psaphara dans la Chalcidique), Kalindoia, Boerus, Physca, Trepilus, Carabia, Xylopolis, Assorus, Lété, Phileres, Dicaea, Aeneia et Arethusa.
La zone est habitée depuis l'ère mésolithique (9000-7000 av. J.-C.). Les premiers habitants sont probablement les Pélasges, suivis des Mygdones, qui ont donné leur nom à la région. Les Mygdones étaient peut-être une tribu brigienne ou thrace. Les Péoniens et aussi les Thraces (en particulier les Edoniens) ont gouverné et habité la région pendant un certain temps, jusqu'à ce qu'elle soit annexée à la Macédoine. Aujourd'hui, la majeure partie de la Mygdonie est comprise dans l'unité régionale de Thessalonique , en Grèce.

## Notes et références

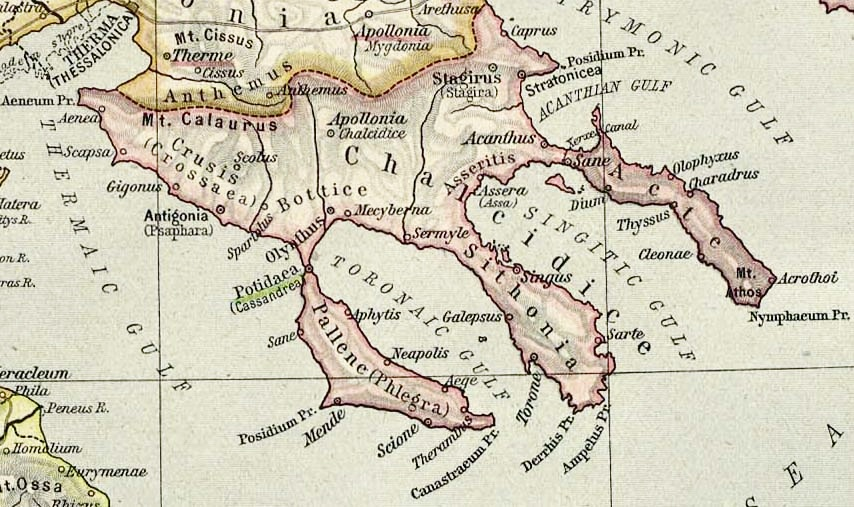
Frontières de la Mygdonie avec la Chalcidique.

## Biographie
- Smith, William (éditeur); Dictionnaire de géographie grecque et romaine Vol 2 ; (1854), p. 384.